# 둔야면
둔야면(芚夜面)은 조선 시대부터 경기도 양주군에 속해 있었던 면으로 현재 의정부시 남부 지역의 대부분의 전신이었으며(고산리, 산곡리는 내동면이었다.), 1914년 4월 1일자로 현 의정부시의 북부 지역을 관할했던 시북면과 합쳐져 시둔면으로 개칭되었고, 1938년 양주면으로 개칭되어 1963년에는 의정부읍에 이르게 된다.
현재는 의정부시로 승격되었고, 의정부시 남서부 지역인 장암동, 호원동, 의정부동, 신곡동과 서울특별시 노원구 상계1동의 일부지역이 해당되는 지역이었다.
그리고 둔야면 바로 옆에는 내동면이 있었고, 해당 지역은 현재의 송산1동의 일부지역인 고산동, 산곡동을 관할한다.
참고로 조선 시대의 경기도 양주군 둔야면 누원리는 조선 순조 대에 이르러 누원리와 상누원리로 나뉘었고, 상누원리는 지금의 도봉동에 속하는 지역이었다. 

## 같이 보기
- 의정부시
- 노원구
- 노해면